# Geotermální energie

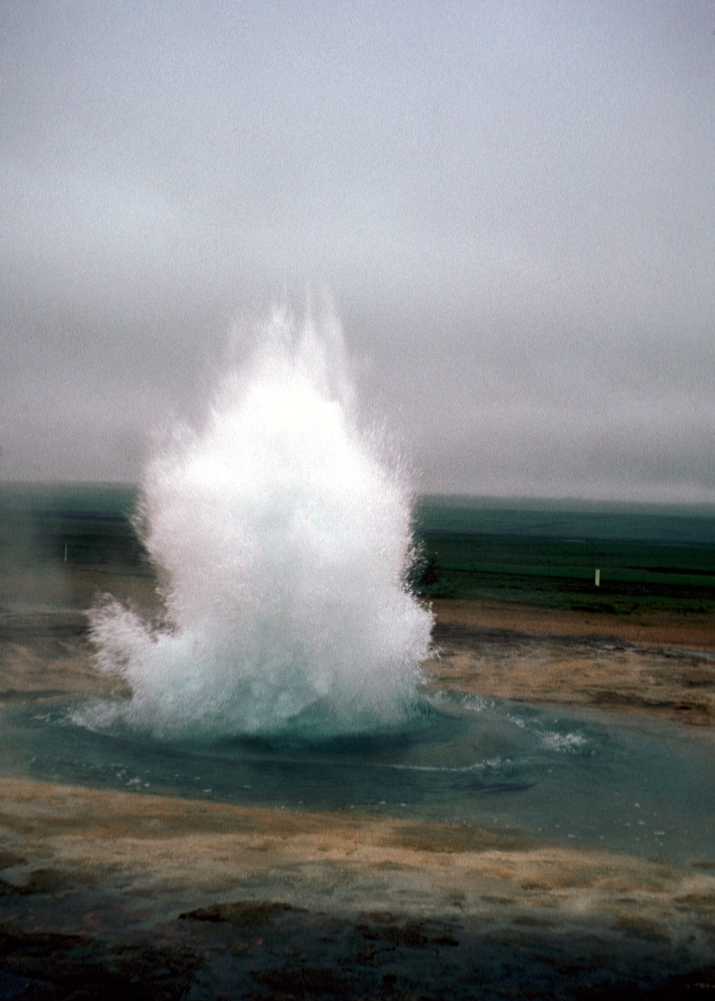
Pohled na zemní projev geotermální energie – gejzír

Geotermální energie je přirozený projev tepelné energie zemského jádra, která má původ ve zbytkovém teplu planety Země, vzniká rozpadem radioaktivních látek nebo působením slapových sil. Jejími projevy jsou erupce sopek a gejzírů, horké prameny či parní výrony. Využívá se ve formě tepelné energie (pro vytápění nebo i chlazení), či pro výrobu elektrické energie v geotermálních elektrárnách. Řadí se mezi obnovitelné zdroje energie, avšak nemusí to platit vždy — některé zdroje geotermální energie se mohou vyčerpat v horizontu desítek let.

## Charakteristika
Tuto energii získala Země při svém vzniku z mateřské mlhoviny, následnými srážkami kosmických těles. Po dlouhou geologickou dobu je energie převážně generovaná radioaktivním rozpadem některých prvků v zemském tělese.
Geotermální tepelný tok z nitra Země se odhaduje na 47 TW Činí tedy jen o málo více než dvojnásobek lidské spotřeby energie.

## Využití geotermální energie

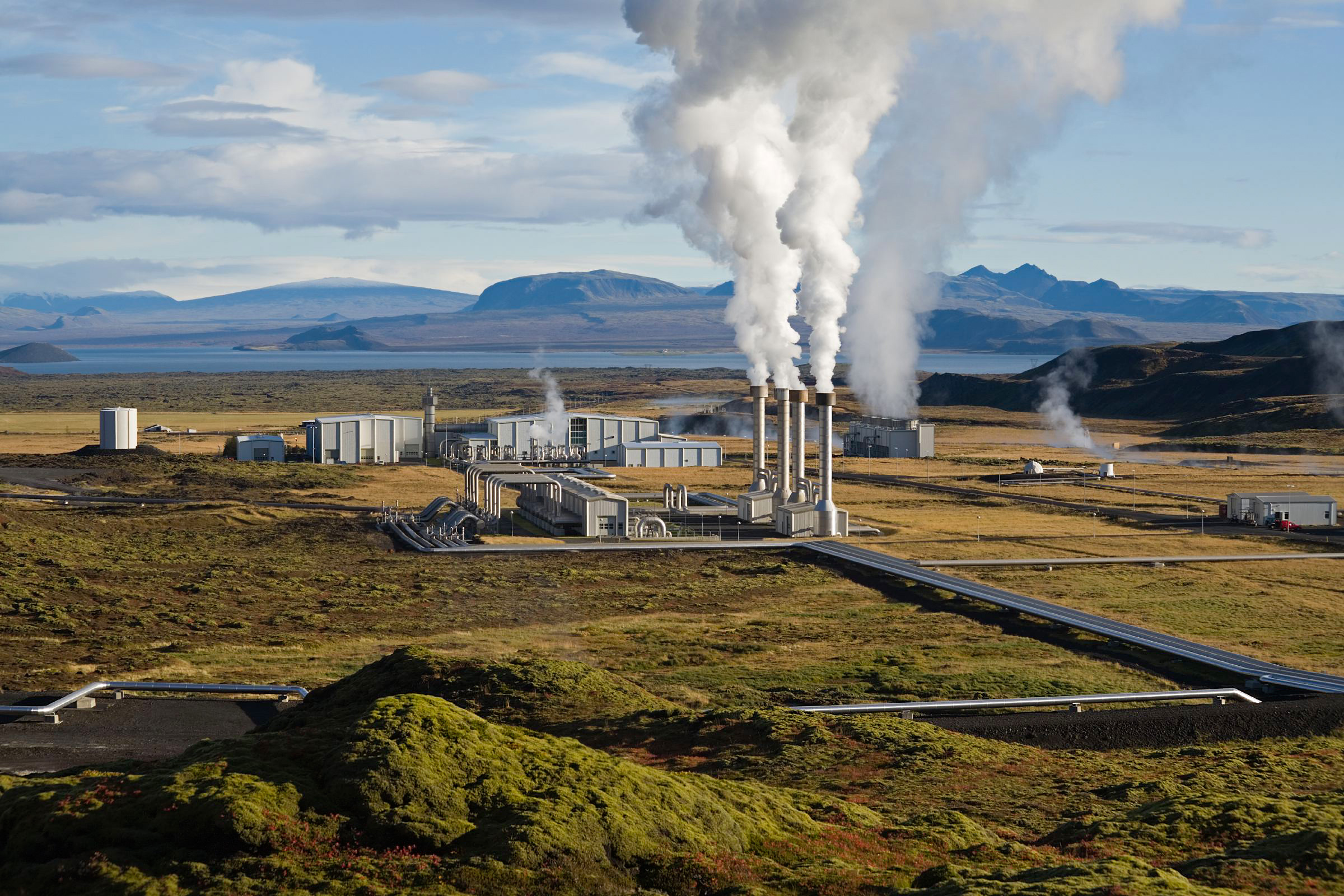
Geotermální elektrárna Nesjavellir ležící v národním parku Þingvellir je největší svého druhu na Islandu, produkuje 120 MW elektrické energie a zároveň ohřívá 1800 litrů vody za minutu.

Tuto energii lze v příznivých podmínkách využívat k vytápění nebo výrobě elektřiny v geotermálních elektrárnách. Využívání mělké geotermální energie z hloubek desítek až stovek metrů pro vytápění/chlazení budov pomocí technologie tepelných čerpadel je dnes již běžně dostupné, avšak v ČR není příliš rozšířené, jako v jiných částech Evropy. Nejčastěji je mělká geotermální energie využívána ve Švédsku, Německu a Rakousku. Popularizaci a přínos relevantních informací poskytuje webový portál projektu GeoPlasma-CE. Využívání geotermální energie však může způsobovat zemětřesení.
Zužitkování hluboké geotermální energie z hloubek prvních kilometrů (obvykle 2-5 km) je většinou technologicky náročné, protože horká voda z vrtů je obvykle silně mineralizovaná a zanáší technologická zařízení, což má za následek nutnost časté výměny potrubí a čištění systému. Životnost vrtu může být jen několik desetiletí, protože se gradient tepla vyčerpá.
V největším měřítku se hluboká geotermální energie využívá např. na Islandu, kde se využívá pro vyhřívání obytných domů, skleníků, veřejných budov, bazénů, pro vyhřívání chodníků, aby se v zimě nemusely příliš upravovat a dokonce i pro pěstování banánů či jiného jižního ovoce. Uvádí se, že geotermální energie se podílí až z 85 % na vyhřívání islandských domů. Další země, které geotermální energii ve větším využívají jsou USA, Velká Británie, Francie, Švýcarsko, Německo a Nový Zéland. Geotermální čerpadla je možno využít k ohřívání i chlazení individuálních objektů. Jedná se o využití zemního tepla (či v létě chladna), které se nachází v prvních desítkách metrů pod zemí a zůstává stabilní během roku.

### Výroba elektrické energie
Dnes se využívají tři druhy elektráren – na suchou páru, na mokrou páru a horkovodní (binární). Systém suché páry používá přímo páru získanou ze země na pohon turbíny. Systém mokré páry nechá nejprve horkou vodu přeměnit v páru a ta pak slouží k pohonu turbíny. Horkovodní (binární) systém použije vodu s vysokou teplotou, která předá ve výměníku teplo organické kapalině (např. propan, isobutan a freon) s nižším bodem varu, a teprve její pára pak pohání turbínu.
První geotermální elektrárna byla otevřena v Larderello, Itálie už v roce 1904. V roce 2014 byla celosvětová instalovaná kapacita geotermálních elektráren 12 013 MWe, z toho absolutně nejvíce v USA – 3 442 MWe. V roce 2012 geotermální elektrárny vyrobily 72 143 milionů kWh elektrické energie. Absolutně nejvíce elektrické energie bylo opět vyrobeno v USA, relativně nejvíce pak na Islandu a v Salvadoru, kde geotermální elektrárny vyrobily čtvrtinu elektrické energie.
| Země                   | Instalovaná kapacita 2014 (MWe) | Výroba elektřiny v roce 2012 (GWh) | Podíl na výrobě elektřiny 2012 (%) |
| ---------------------- | ------------------------------- | ---------------------------------- | ---------------------------------- |
| Spojené státy americké | 3 442                           | 15 562                             | 0,38                               |
| Filipíny               | 1 904                           | 9 934                              | 15,05                              |
| Indonésie              | 1 333                           | 10 556                             | 6,11                               |
| Mexiko                 | 1 005                           | 5 792                              | 2,09                               |
| Itálie                 | 901                             | 8 768                              | 3,06                               |
| Nový Zéland            | 895                             | 6 015                              | 14,02                              |
| Island                 | 664                             | 4 974                              | 28,93                              |
| Japonsko               | 537                             | 2 917                              | 0,30                               |
| Turecko                | 275                             | 850                                | 0,37                               |
| Keňa                   | 237                             | 1 518                              | 19,93                              |
| Kostarika              | 208                             | 1 473                              | 14,90                              |
| Salvador               | 204                             | 1 525                              | 25,45                              |
| Nikaragua              | 104                             | 550                                | 15,63                              |
| Rusko                  | 97                              | 505                                | 0,05                               |
| Papua Nová Guinea      | 56                              | 400                                | 12,03                              |
| Guatemala              | 42                              | 271                                | 3,24                               |
| ostatní                | >30                             | >250                               | -                                  |

## Využití v Česku
V Česku využívá geotermální energii např. město Ústí nad Labem, kde slouží k vytápění plaveckých bazénů a od května 2006 také k vytápění zoologické zahrady v Ústí nad Labem.
Ojedinělý projekt využití geotermální energie pro výrobu tepla je v Děčíně. Od roku 2002 je zde v provozu výtopna na Benešovské ulici, která jako jediná v České republice využívá geotermální energii pro zásobování poloviny města teplem.
V Litoměřicích byl vyhlouben průzkumný vrt PGV-LTV01 o hloubce 2,1 km a koncové teplotě 63 °C. Pokud budou výsledky měření příznivé, začnou se hloubit další dva vrty – tentokrát již produkční. Tyto vrty mají dosáhnout hloubky až 4500 metrů. Geotermální kogenerační teplárna bude založena na metodě HDR, která ještě nebyla ve střední ani východní Evropě použita. Tato metoda spočívá v tom, že se do jednoho vrtu vhání voda, a ze druhého se čerpá, přičemž se voda v hloubce ohřívá. Jedná se o uzavřený oběh média – vody. Tepelná energie se může přeměnit na energii elektrickou. V zimě se bude energie využívat především pro vytápění, v létě naopak pro vytváření elektrické energie. Náklady na vybudování vrtů a geotermální elektrárny mají být kolem 1,11 miliardy Kč, na jejich krytí se bude podílet i EU. Elektrárna má mít tepelný výkon 50 MW a elektrický pak 5 MWe.
V Liberci hloubila v roce 2010 zkušební vrt společnost ze Skupiny ČEZ, případný elektrický výkon elektrárny měl být v řádu jednotek či desítky MWe.